# توحيد الألوهية
توحيد الألوهية هو أصل الدين، وأساس شرائع الإسلام، وهو أحد الأقسام الثلاثة التي يُقسم إليها التوحيد الإسلامي حسب تقسيم بعض العلماء وهي: الألوهية والربوبية والأسماء والصفات؛ فناسب بيان مفهومه وفضائله، مع بيان أقسام التوحيد الثلاثة للتفريق بينهما.

## مفهوم توحيد الألوهية
عرف العلماءتوحيد الألوهية بتعريفات متقاربة، إلا أن بعضها قد يكون أطول من بعض، فمن تلك التعريفات مايلي
1- هو إفراد الله بأفعال العباد.
2- هو إفراد الله بالعبادة.
3- هو إفراد الله تعالى بجميع أنواع العبادة؛ الظاهرة، والباطنة، قولاً، وعملاً، ونفي العبادة عن كل من سوى الله تعالى كائناً من كان.
4- وعرفه عبد الرحمن بن ناصر السعدي تعريف جامع ذكر فيه حد هذا التعريف، وتفسيره، وأركانه، فقال: "فأما حدُّه، وتفسيره، وأركانه فهو أن يعلم، ويعترف على وجه العلم، واليقين أن الله هو المألوه وحده المعبود على الحقيقة، وأن صفات الألوهية ومعانيها ليست موجودة بأحد من المخلوقات، ولا يستحقها إلا الله تعالى.
فإذا عرف ذلك واعترف به حقَّاً أفرده بالعبادة كلها؛ الظاهرة، والباطنة، فيقوم بشرائع الإسلام الظاهرة: كالصلاة، والزكاة، والصوم، والحج، والجهاد، والأمر بالمعروف، والنهي عن المنكر، وبر الوالدين، وصلة الأرحام، والقيام بحقوق الله، وحقوق خلقه.
ويقوم بأصول الإيمان بالله، وملائكته، وكتبه، ورسله، واليوم الآخر، والقدر خيره وشره لله، لا يقصد به غرضاً من الأغراض غير رضا ربِّه، وطلب ثوابه، متابعاً في ذلك رسول الله، فعقيدته ما دل عليه الكتاب والسنة، وأعماله وأفعاله ما شرعه الله ورسوله، وأخلاقه، وآدابه الاقتداءُ بنبيه، في هديه، وسمته، وكل أحواله.
قال حافظ الحكمي عن هذا النوع في منظومته سلم الوصول إلى علم الأصول في التوحيد:
هذا وثاني نوعي التوحيد **** إفرادُ ربِّ العرش عن َندِيدٍ
أن تعبد الله إلهاً واحداً **** معترفاً بحقه لا جاحد.
وكل ما سبق من التعريفات صحيحة، ولا تعارض بينها، ويستدل لها بالكتاب والسنة. 
قال تعالى:﴿يَا أَيُّهَا النَّاسُ اعْبُدُوا رَبَّكُمُ الَّذِي خَلَقَكُمْ وَالَّذِينَ مِنْ قَبْلِكُمْ لَعَلَّكُمْ تَتَّقُونَ ۝٢١ الَّذِي جَعَلَ لَكُمُ الْأَرْضَ فِرَاشًا وَالسَّمَاءَ بِنَاءً وَأَنْزَلَ مِنَ السَّمَاءِ مَاءً فَأَخْرَجَ بِهِ مِنَ الثَّمَرَاتِ رِزْقًا لَكُمْ فَلَا تَجْعَلُوا لِلَّهِ أَنْدَادًا وَأَنْتُمْ تَعْلَمُونَ ۝٢٢﴾ [البقرة:21-22]،﴿وَقَضَى رَبُّكَ أَلَّا تَعْبُدُوا إِلَّا إِيَّاهُ وَبِالْوَالِدَيْنِ إِحْسَانًا إِمَّا يَبْلُغَنَّ عِنْدَكَ الْكِبَرَ أَحَدُهُمَا أَوْ كِلَاهُمَا فَلَا تَقُلْ لَهُمَا أُفٍّ وَلَا تَنْهَرْهُمَا وَقُلْ لَهُمَا قَوْلًا كَرِيمًا ۝٢٣﴾ [الإسراء:23]، وقال تعالى: ﴿وَاعْبُدُوا اللَّهَ وَلَا تُشْرِكُوا بِهِ شَيْئًا وَبِالْوَالِدَيْنِ إِحْسَانًا وَبِذِي الْقُرْبَى وَالْيَتَامَى وَالْمَسَاكِينِ وَالْجَارِ ذِي الْقُرْبَى وَالْجَارِ الْجُنُبِ وَالصَّاحِبِ بِالْجَنْبِ وَابْنِ السَّبِيلِ وَمَا مَلَكَتْ أَيْمَانُكُمْ إِنَّ اللَّهَ لَا يُحِبُّ مَنْ كَانَ مُخْتَالًا فَخُورًا ۝٣٦﴾ [النساء:36]، وقال تعالى: ﴿إِنَّنِي أَنَا اللَّهُ لَا إِلَهَ إِلَّا أَنَا فَاعْبُدْنِي وَأَقِمِ الصَّلَاةَ لِذِكْرِي ۝١٤﴾ [طه:14] وغير ذلك من الآيات.
ومن السنة النبوية ما جاء في الصحيحين، عن معاذ بن جبل (رضي الله عنه) قال: كنت رديف النبي (ﷺ) على حمار، فقال لي: ((يا معاذ، أتدري ما حق الله تعالى على العباد، وما حق العباد على الله؟)) قلت: الله ورسوله أعلم. قال: ((حق الله على العباد أن يعبدوه ولا يشركوا به شيئا، وحق العباد على الله أن لا يعذب من لا يشرك به شيئا)).

## معنى العبادة
ذكر الرازي في تفسيره معنى العبادة فقال«العبادة عبارة عن كل فعل وترك يؤتى به؛ لمجرد أمر الله تعالى بذلك، وهذا يدخل فيه جميع أعمال القلوب وأعمال الجوارح». ووافق الرازي في تعريفه ما ذهب إليه الشافعي، حيث يرى أن العبادة كل ما أمر الله به فعلا، وكل ما أمر بالكف عنه تركا، فقال كما في الرسالة: «وابتلى طاعتهم بأن تَعَّبدهم بقول وعمل وإمساك عن محارم حماهموها».

## فضائل تحقيق توحيد الألوهية وآثاره[7]
المسلمون يعظمون توحيد الألوهية ويرون من ثمراته: أنه من أعظم الأسباب لتكفير السيئات والذنوب، ويدل على هذا، ما جاء في صحيح مسلم عن أبي ذر (رضي الله عنه) قال: قال رسول الله (ﷺ): ((يقول الله عز وجل: ومن لقيني بقراب الأرض خطيئة لا يشرك بي شيئا لقيته بمثلها مغفرة بقراب الأرض)).
وهو السبب الأعظم لتفريج كربات الدنيا والآخرة ودفع عقوبتهما، كما حصل في قصة يونس عليه السلام.
ومن أجل فوائده أنه يمنع الخلود في النار، إذا كان في القلب منه أدنى مثقال حبة خردل، فعن أبي سعيد الخدري (رضي الله عنه): أن النبي (ﷺ)قال: ((إذا دخل أهل الجنة الجنة، وأهل النار النار، يقول الله: من كان في قلبه مثقال حبة من خردل من إيمان فأخرجوه)).
وأنه إذا كمل في القلب يمنع دخول النار بالكلية، ويدل على هذا: ما جاء في صحيح البخاري ومسلم عن عتبان بن مالك الأنصاري، أن رسول الله (ﷺ): ((إن الله قد حرم على النار من قال: لا إله إلا الله، يبتغي بذلك وجه الله)).
ومنها: أنه يحصل لصاحبه الهدى الكامل والأمن التام في الدنيا والآخرة، قال تعالى:﴿وَاعْبُدُوا اللَّهَ وَلَا تُشْرِكُوا بِهِ شَيْئًا وَبِالْوَالِدَيْنِ إِحْسَانًا وَبِذِي الْقُرْبَى وَالْيَتَامَى وَالْمَسَاكِينِ وَالْجَارِ ذِي الْقُرْبَى وَالْجَارِ الْجُنُبِ وَالصَّاحِبِ بِالْجَنْبِ وَابْنِ السَّبِيلِ وَمَا مَلَكَتْ أَيْمَانُكُمْ إِنَّ اللَّهَ لَا يُحِبُّ مَنْ كَانَ مُخْتَالًا فَخُورًا ۝٣٦﴾ [النساء:36]
ومنها: أن الموحد من أسعد الناس بشفاعة النبي (ﷺ)، كما روى البخاري في صحيحه من حديث أبي هريرة (رضي الله عنه) أن رسول الله (ﷺ): ((أسعد الناس بشفاعتي يوم القيامة، من قال لا إله إلا الله، خالصا من قلبه، أو نفسه)).
ومن أعظم فضائله: أن جميع الأعمال والأقوال الظاهرة والباطنة متوقفة في قبولها وفي كمالها، وفي ترتب الثواب عليها على التوحيد، فكلما قوي التوحيد والإخلاص لله كملت هذه الأمور وتمت.
ومن فضائله: أنه يحرر العبد من رق المخلوقين والتعلق بهم وخوفهم ورجائهم والعمل لأجلهم، وهذا هو العز الحقيقي والشرف العالي، ويكون مع ذلك متألها متعبدا لله، لا يرجو سواه ولا يخشى إلا إياه، ولا ينيب إلا إليه، وبذلك يتم فلاحه ويتحقق نجاحه.
ومن فضائله: أنه الغاية من خلق الجن والإنس:[وَمَا خَلَقْتُ الْجِنَّ وَالإِنسَ إِلاَّ لِيَعْبُدُونِ](الذاريات: 56).
ومن فضائله: أنه السبب الأعظم لتفريج كربات الدنيا والآخرة، ودفع عقوبتهما _ كما في قصة يونس عليه السلام _.
ومن فضائله: أنه السبب الأعظم لنيل رضا الله وثوابه.
ومن فضائله: حصول الاهتداء الكامل، والأمن التام لأهله في الدنيا والآخرة [الَّذِينَ آمَنُوا وَلَمْ يَلْبِسُوا إِيمَانَهُمْ بِظُلْمٍ أُوْلَئِكَ لَهُمْ الأَمْنُ وَهُمْ مُهْتَدُونَ] (الأنعام: 82).

## تقسيم التوحيد إلى ثلاثة أقسام
يعتقد المسلمون أن الإيمان بالله يشمل الإيمان: بربوبيَّته، وألوهيَّته، وأسمائه وصفاته. فيوجبون توحيده بهذه الأمور والأقسام الثلاثة.
ويقصدون توحيده بربوبيَّته: أي الإقرار بأنه واحد في أفعاله، لا شريك له فيها، كالخلق والرَّزق والإحياء والإماتة، وتدبير الأمور والتصرف في الكون، وغير ذلك مِمَّا يتعلق بربوبيته.
ويقصدون بتوحيد الألوهيَّة: أي توحيده بأفعال العباد، كالدعاء والخوف والرَّجاء والتوكل والاستعانة والاستعاذة والاستغاثة والذَّبح والنَّذر، وغيرها من أنواع العبادة التي يجب إفراده بها، فلا يُصرف منها شيء لغيره، ولو كان ملكا مقربا أو نبيا مرسَلاً، فضلاً عمَّن سواهما.
ويقصدون بتوحيد الأسماء والصفات: أي إثبات كل ما أثبته لنفسه وأثبته له رسوله (ﷺ) من الأسماء والصفات على وجه يليق بكماله وجلاله، دون تكييف أو تمثيل، ودون تحريف أو تأويل أو تعطيل، وتنزيهه عن كلِّ ما لا يليق به.
ويعتقد علماء أهل السنة والجماعة أن هذا التقسيم مأخوذ بالاستقراء لنصوص القرآن الكريم والأحاديث النبوية، وأنه معلوم لدى متقدمي علماء السلف، فقد أشار إليه عبيد الله بن محمد المعروف بابن بطة العكبري (المتوفى سنة 387هـ)ـ في كتابه الإبانة الكبرى، وابن منده (المتوفى: 395هـ) في كتابه التوحيد، 
ومن الآيات التي جمعت أقسام التوحيد الثلاثة قول الله تبارك وتعالى في سورة مريم: ﴿رَبُّ السَّمَاوَاتِ وَالْأَرْضِ وَمَا بَيْنَهُمَا فَاعْبُدْهُ وَاصْطَبِرْ لِعِبَادَتِهِ هَلْ تَعْلَمُ لَهُ سَمِيًّا ۝٦٥﴾ [مريم:65]
يقول الشيخ عبد الرحمن بن سعدي: " اشتملت [أي الآية] على أصول عظيمة على توحيد الربوبية وأنَّه تعالى ربُّ كلِّ شيء وخالقُهُ ورازقُه ومدبِّرُه، وعلى توحيد الألوهية والعبادة وأنَّه تعالى الإله المعبود وعلى أنَّ ربوبيته موجبة لعبادته وتوحيده ولهذا أتى فيه بالفاء في قوله: {فَاعْبُدْهُ} الدالة على السبب أي فكما أنَّه ربُّ كلِّ شيء فليكن هو المعبود حقّاً فاعبده، واشتملت على أنَّ الله تعالى كامل الأسماء والصفات عظيم النعوت جليل القدر وليس له في ذلك شبيه ولا نظير ولا سمي، بل قد تفرَّد بالكمال المطلق من جميع الوجوه والاعتبارات"